# Buhl (Bas-Rhin)

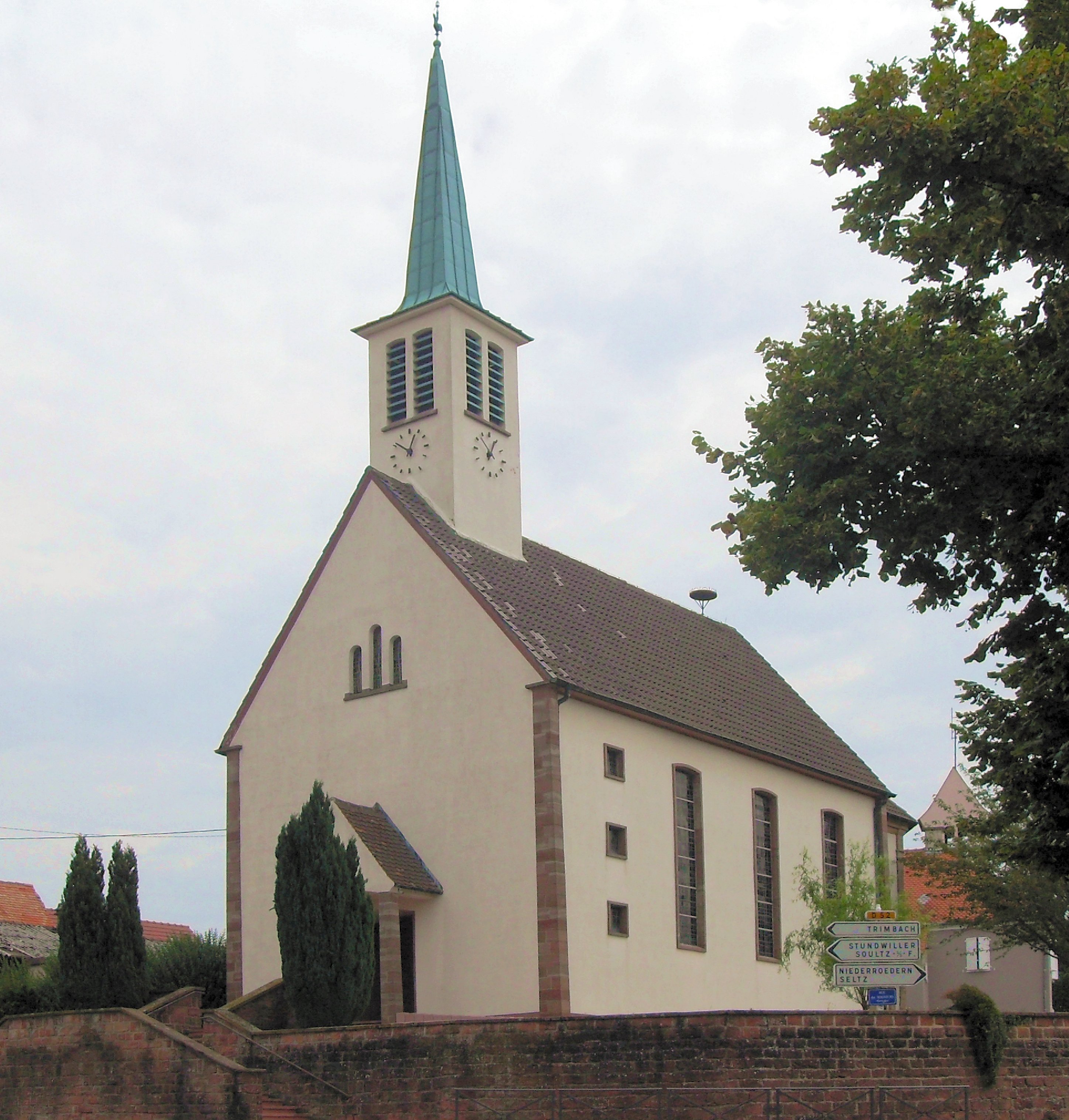
Evangelische Kirche

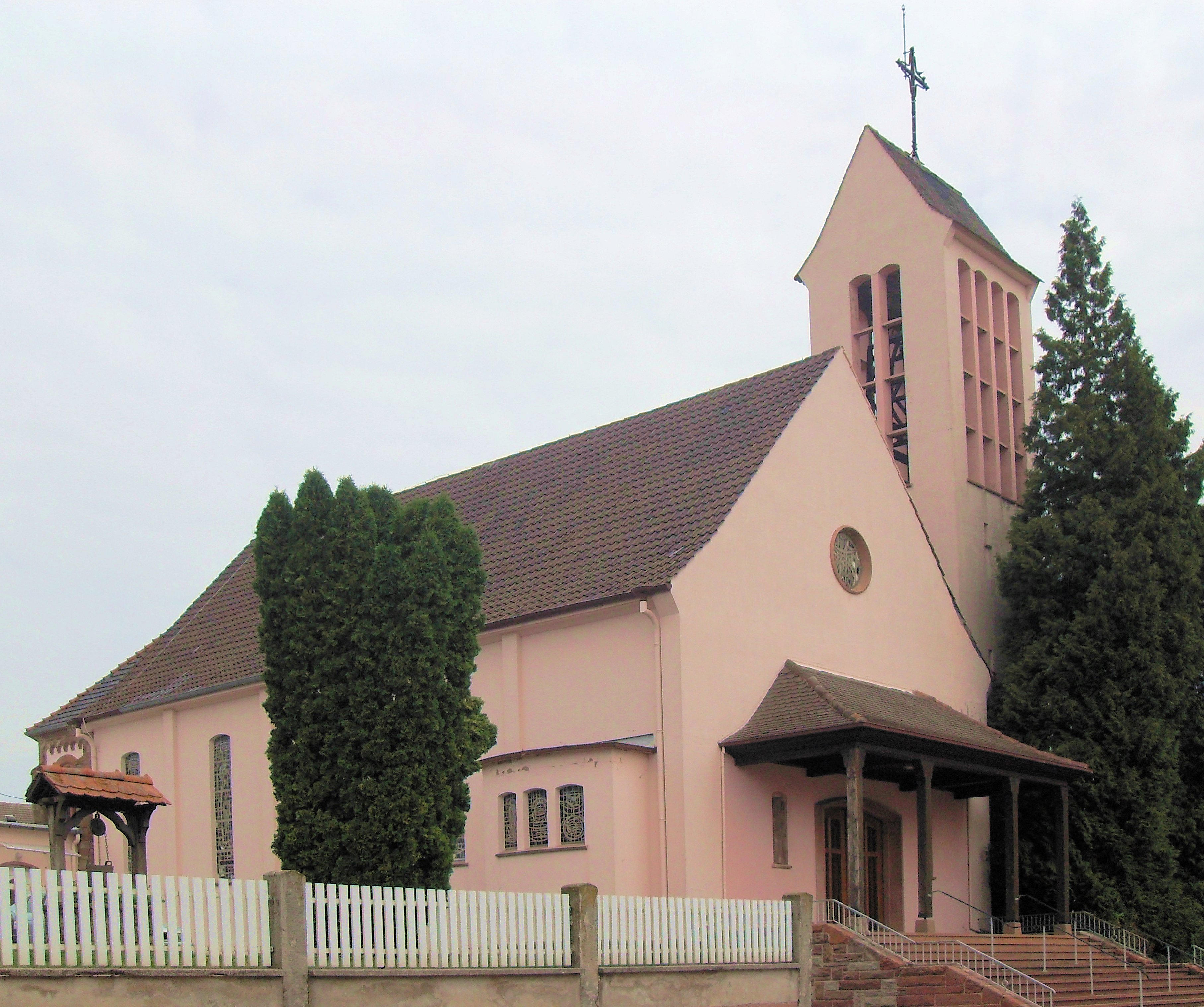
Kirche St. Ulrich

Buhl (deutsch Bühl) ist eine französische Gemeinde mit 505 Einwohnern (Stand 1. Januar 2021) im Bas-Rhin in der Europäischen Gebietskörperschaft Elsass und in der Region Grand Est.

## Geografie
Die Gemeinde Buhl liegt am Seltzbach, 17 Kilometer nordöstlich von Hagenau und 17 Kilometer westlich von Rastatt. Buhl ist umgeben von den Gemeinden Stundwiller, Trimbach, Crœttwiller, Niederrœdern und Hatten.

## Geschichte
Der Name kommt von „Bühel“ – das bedeutet ein Hügel, da neben der Ortschaft Ausläufer der Vogesen enden. Mehrfach wechselte die Schreibweise: So kommt der Ort 991 als „Bühelen“ vor. Später wurde daraus „Bühel“, „Bihel“ und dann „Biel“. Diese Schreibweisen sind auf einer Tafel auf dem Kalvarienberg an der Straße, die Buhl mit Trimbach verbindet, aufgeführt. Aus dem Jahr 991 stammt auch die erste bekannte Erwähnung des Dorfes – im Zusammenhang mit dem Bau des Klosters Seltz. Gemäß einem Chronisten war Buhl im 14. Jahrhundert ein Dorf um eine Festung auf dem Hügel der Herrenreben. Er gab allerdings keine Quellen an.
Das Dorf wurde von der Familie Fleckenstein, einer der mächtigsten Familien im Elsass, besiedelt. Die letzten Freiherren von Fleckenstein waren Jacques und Christian Friedrich Wolfgang von Fleckenstein. In der protestantischen Kirche befinden sich ihre Grabplatten. Die Fleckensteiner besaßen in Buhl ein Schloss, das während des Dreißigjährigen Krieges zerstört wurde. Nach dem Krieg wurde ein Schloss in der Nähe von Niederrœdern erbaut.
Ab 1720 gehörte Bühl zum Amt Hatten der Grafschaft Hanau-Lichtenberg, die wiederum seit 1736 zur Landgrafschaft Hessen-Darmstadt gehörte. Als Folge der Französischen Revolution fiel dann der linksrheinische Teil der Grafschaft Hanau-Lichtenberg – und damit auch Bühl – an Frankreich. Von 1871 bis zum Ende des Ersten Weltkrieges gehörte Bühl als Teil des Reichslandes Elsaß-Lothringen zum Deutschen Reich und war dem Kreis Weißenburg im Bezirk Unterelsaß zugeordnet.
Die örtliche Kirche war bis 1820 eine Simultankirche zwischen den Lutheranern und den Römisch-katholischen, die in einen Neubau umzogen. Diese historische Kirche wurde im Zweiten Weltkrieg zerstört und durch einen Neubau ersetzt.

### Bevölkerungsentwicklung
| Jahr                       | 1962 | 1968 | 1975 | 1982 | 1990 | 1999 | 2010 | 2020 |
| Einwohner                  | 386  | 388  | 394  | 391  | 435  | 508  | 525  | 505  |
| Quellen: Cassini und INSEE |      |      |      |      |      |      |      |      |